# 152233 Van Till
152233 Van Till este un asteroid din centura principală de asteroizi.

## Descriere
152233 Van Till este un asteroid din centura principală de asteroizi. A fost descoperit pe 25 septembrie 2005 la Calvin-Rehoboth la Observatorul Calvin College. Asteroidul prezintă o orbită caracterizată de o semiaxă mare de 3,14 ua, o excentricitate de 0,21 și o înclinație de 0,8° în raport cu ecliptica.